# Viljem iz Tira
Viljem iz Tira, škof v Tiru in kronist križarskih vojn in Jeruzalemskega kraljestva, * okrog 1130, Jeruzalem, Jeruzalemsko kraljestvo, † 29. september 1185, Tir, Jeruzalemsko kraljestvo.

## Mladost
Rojen je bil v Jeruzalemu v drugi generaciji otrok evropskih križarjev. Starši so bili verjetno  Francozi ali Italijani ali celo Normani s Sicilije, prav gotovo pa niso bili plemiči. Kot otrok se je šolal v Jeruzalemu v latinskem, morda tudi v grškem in arabskem jeziku. V cerkev je vstopil že kot otrok in okrog leta 1146 odšel na šolanje v Evropo. 
V Parizu in Orleansu je okrog deset let študiral svobodne umetnosti in teologijo, klasike in matematiko. Zatem je v Bologni študiral še civilno in kanonsko pravo.

## Versko in politično življenje v Jeruzalemu
Po vrnitvi v Sveto deželo leta 1165 je postal kanonik katedrale v Akri. Čez dve leti ga je kralj Amalrik I. imenoval za arhidiakona katedrale v Tiru. Leta 1168 ga je kralj poslal na diplomatsko misijo k bizantinskemu cesarju Manuelu I. Komnenu, da bi z njim sklenil pogodbo, s katero bi oba vladarja skupno napadla Egipt. Leta 1169 je odšel v Rim, da bi se obranil obtožb Friderika de la Rochea, nadškofa iz Tira. Vsebina obtožb ni znana, verjetno pa je bila povezana z Viljemovimi izredno visokimi dohodki, ki so bili posledica njegovih dobrih zvez s kraljem.
Po vrnitvi iz Rima leta 1170 je postal hišni učitelj Amalrikovega sina Baldvina IV. in kmalu odkril, da je Baldvin gobav. Približno v tistem času je pod kraljevim pokroviteljstvom začel pisati kroniko Jeruzalemskega kraljestva. Kralj Amalrik je leta 1174 umrl. Nasledil ga je bolni sin Baldvin IV, ki je bil kljub bolezni uspešen vladar. Mlademu kralju so za regenta postavili Rajmonda III Tripolijskega, Viljema pa so imenovali za kanclerja Jeruzalema in arhidiakona Nazareta. 6. junija 1175 je postal nadškof Tira in dobil nadzor nad večino pomembnih cerkvenih in državnih zadev. 
Leta 1179 je z delegacijo Svete dežele odšel v Rim na tretji lateranski koncil. V delegaciji so bili tudi nadškof iz Cezareje Heraklius, škof Akre in Viljemov naslednik Joscius,  škofi Sebasteje, Betlehema in Tripolija ter opat sionskega samostana v Jeruzalemu. Kljub temu, da so bili v delegaciji najvišji cerkveni predstavniki vseh križarskih držav, papeža Aleksandra III. niso mogli prepričati, naj sproži novo križarsko vojno. Papež je Viljema zadržal v Rimu in ga kot diplomata poslal v Bizanc k cesarju Manuelu urejat diplomatske zadeve, leta 1180 pa se je vrnil Jeruzalem. Računal je, da bo po smrti jeruzalemskega patriarha sam zasedel njegovo mesto, toda kraljevi dvor se je v njegovi odsotnosti razdelil v dva tabora.
Za Veliko noč leta 1180 sta kralj Baldvin IV. in njegova mati Agneza Kurtenejska preprečila poskus Rajmonda III. Tripolijskega in Bohemonda III. Antioškega, da bi ovdovelo kraljevo sestro Sibilo poročila z Baldvinom Ibelinskim, plemičem iz svoje stranke.  Sibilo sta zatem namesto z Baldvinom poročila s prišlekom Gujem Lusinjanskim, katerega starejši brat Amalrik je na dvoru že imel visok položaj. Poroka je razkol na dvoru še poglobila. 
Jeruzalemski patriarh je 6. oktobra 1180 umrl in med Viljemom in Heraklijem iz Cezareje se je začela borba za njegovo nasledstvo. Po izobrazbi in po zaslugah sta bila zelo izenačena, vendar je imel Viljem kot kraljev prijatelj in njegov hišni učitelj več političnega vpliva. Na volitvah se je nato zgodilo nekaj podobnega, kot na volitvah leta 1157: kralj se je uklonil volji svoje matere in za patriarha imenoval Heraklija.  Na dvoru se je šušljalo, da je bil Heraklij izbran zato, ker je bil kraljičin ljubimec, zgodovinar Bernard Hamilton pa je te govorice v celoti ovrgel.  
Viljem je ostal tirski nadškof in jeruzalemski kancler, kralj in Rajmond Tripolijski pa sta se pobotala. Heraklij je leta 1184 Viljema verjetno ekskomuniciral, vendar to ni potrjeno, saj so njegovo izobčenje prvič omenili šele v 13. stoletju. Kakorkoli že, njegov vpliv se je po letu 1185, ko je na prestol prišel Baldvin V., močno zmanjšal, istočasno pa je verjetno tudi zbolel. Kasneje so zapisali, da je umrl je 29. septembra, katerega leta pa ne. Najbolj verjetno je umrl leta 1185, ker se je maja 1185 v Tiru pojavil nov nadškof, oktobra 1186 pa v Jeruzalemu nov kancler.

## Delo
Viljem je napisal poročilo z lateranskega koncila, na katerem je prisostvoval, in zgodovino Svete dežele od Mohameda do leta 1184 (Historia oziroma Gesta orientalium principum). Nobeno delo se ni ohranilo. 
Njegovo veliko delo je nedokončana kronika v 23 knjigah. Kronika se začenja z Omarjevo osvojitvijo Sirije, večina prispevkov pa se nanaša na prvi križarski pohod in politično zgodovino Jeruzalemskega kraljestva. Čeprav je za vir podatkov uporabljal tudi starejša dela, na primer Kroniko prvega križarskega pohoda Fulka Chartreškega in druge neimenovane vire, je njegova kronika bogat primarni vir podatkov. Po Viljemovi smrti se je kronika veliko prevajala in širila po Evropi. Kopijo kronike sta imela tudi Jakob Vitryjski in Matej Pariški in sta jo vključila v svoji kroniki. Najbolj razširjen je bil prevod v srednjeveško francoščino, ki je v 13. stoletju doživel mnogo prepisov večinoma neznanih avtorjev. Neznan renesančni avtor je kroniko iz stare francoščine prevedel nazaj v latinščino, ker ni vedel, da latinska različica kronike že obstoja. V 15. stoletju je William Caxton prevedel kroniko iz stare francoščine tudi v srednjeveško angleščino.
Točen naslov Viljemove kronike ni znan. V sodobnem času se najpogosteje uporablja naslov Historia rerum in partibus transmarinis gestarum, kar bi se lahko prevedlo v Zgodovina dogodkov v deželah onkraj morja. Latinski izvirnik je bil večkrat objavljen v raznih knjigah, na primer v Patrologia Latina in Recueil des historiens des croisades. Standardno prečiščeno latinsko različico je izdal R. B. C. Huygens z naslovom Willelmi Tyrensis Archiepiscopi Chronicon (Kronika nadškofa Viljema iz Tira) leta 1986 v Corpus Christianorum.